# Camera di consiglio
La camera di consiglio, in diritto, indica sia il luogo materiale in cui il giudice si ritira per la decisione della causa sia una modalità particolare, meno formale, con cui si procede alla determinazione della controversia.

## Significato
Nel primo significato è un luogo in cui non sono ammesse né le parti né il pubblico, che invece sono presenti in aula: il giudice si ritira in camera di consiglio allorché debba emettere un provvedimento giurisdizionale.
Nel secondo significato si parla di "procedimenti in camera di consiglio" per designare le ipotesi in cui il giudizio non si svolge in pubblica udienza: si tratta di una particolare modalità di trattazione della questione caratterizzata da una ritualità semplificata e - solitamente - più rapida.
Tale tipologia di procedimento è prevista praticamente davanti a tutte le giurisdizioni, con caratteristiche diverse a seconda degli ambiti disciplinari e, talvolta, anche dal grado di giudizio (ad esempio, davanti alla Corte di cassazione di solito - ma non sempre - si svolge senza la presenza delle parti private anche laddove tale presenza sia prevista davanti al giudice di merito).

## Disciplina

### Nel processo penale
In ambito penale, il procedimento in camera di consiglio è previsto, tra le altre ipotesi, allorché il giudice per le indagini preliminari debba decidere sulla richiesta di rinvio a giudizio formulata dal pubblico ministero (udienza preliminare) o sull'opposizione, da parte della persona offesa, alla richiesta di archiviazione presentata dal magistrato inquirente; se, in sede di udienza preliminare, l'imputato fa richiesta di giudizio abbreviato, il giudice procede, allo stesso modo, in camera di consiglio.
In sede di impugnazione, il procedimento in camera di consiglio ha luogo allorché l'appello abbia esclusivamente ad oggetto la specie o la misura della pena, nonché l'applicabilità delle circostanze attenuanti generiche, di sanzioni sostitutive, della sospensione condizionale della pena o della non menzione della condanna nel certificato del casellario giudiziale.

### Nel giudizio amministrativo
Nel giudizio amministrativo, la caratteristica fondamentale che rende tale modalità più veloce è un'attenuazione del contraddittorio che comporta una possibilità di difesa delle parti molto ridotta. Manca infatti un termine dilatorio tra comunicazione dell'avviso d'udienza e l'udienza stessa per cui non è ovviamente garantita la possibilità di deposito di memorie e documenti che possono essere presentati sino alla trattazione in camera di consiglio.
Le regole della trattazione sono quelle previste per la trattazione in udienza.
La camera di consiglio è prevista come obbligatoria solo in alcuni casi, ad esempio nel procedimento cautelare, normalmente però essa è derogabile dalle parti.  L'art 26 della legge T.A.R. è chiara al riguardo e configura la trattazione in udienza come un diritto delle parti. La ragione è che la Camera di consiglio, come detto in precedenza, attenua le possibilità di difesa della parti che quindi possono richiedere la trattazione in udienza senza che il Giudice possa sindacare tale richiesta in alcun modo.